# Augustus Saint-Gaudens

Saint-Gaudens an seiner Drehbank beim Schleifen von Kameen um 1866

Augustus Saint-Gaudens (* 1. März 1848 in Dublin; † 3. August 1907 in Cornish, New Hampshire) war ein US-amerikanischer Bildhauer des 19. Jahrhunderts, der auch Münzbilder schuf. Saint-Gaudens gilt als der wichtigste Bildhauer der historischen Epoche des Gilded Age.

## Lehrjahre
Augustus war der Sohn von Bernard Paul Ernest Saint-Gaudens, eines französischen Schuhmachers mit hugenottischen Vorfahren, der aus Aspet, einem Dorf in den Pyrenäen stammte und über England nach Irland gekommen war. Hier heiratete Bernard die Irin Mary McGuiness. Ein halbes Jahr nach der Geburt von Augustus wanderte die Familie nach New York aus. Augustus und seine beiden jüngeren Brüder Andrew (1851–1891) und Louis (1854–1913) wuchsen in einem Haushalt auf, in dem Französisch und Englisch gleichermaßen flüssig gesprochen wurde. Im New York jener Zeit gab es eine ungeheuere Neugier für alles Französische. Auf einem Schild an Bernards Geschäft stand „Französische Damenstiefel und Schuhe“. Der Vater fertigte keine derben Arbeitsstiefel, sondern Schuhe und Stiefel für Damen und Herren und bald gehörten zu seinem Kundenkreis Mitglieder der Familien Astor, Belmont, Edwin D. Morgan und John Adams Dix. Diese waren alle einflussreich und in der Lage, Augustus Karriere zu fördern. Nachdem er mit 13 Jahren die Schule abgeschlossen hatte, zeigte er großes Interesse daran, die Kunst zu seinem Beruf zu machen und sein Vater besorgte ihm eine Lehrstelle bei dem Caméeschleifer Louis Avet. Die dreijährige Lehrzeit sah er als „a miserable slavery“ an, weil sein Lehrmeister ein Choleriker war. Sein einziger Lichtblick war die Abendkurse an der The Cooper Union for the Advancement of Science and Art, wo er Daniel Huntington und Emanuel Leutze kennenlernte. Nachdem er seinen ersten Lehrmeister verlassen hatte, wurde er von Jules LeBrethon, ebenfalls einem Kameeschneider, angestellt, die ihm den ersten Unterricht im Modellieren gab. Er besuchte die Abendkurse der Zeichenklasse in der National Academy of Design, die sich damals an der Ecke Twenty-third Street und Park Avenue befand, gleich neben dem Schuhgeschäft seines Vaters.

Augustus Saint-Gaudens 1888 in seinem Atelier gemalt von Kenyon Cox

Der entscheidende Augenblick in seinem Leben kam in 1867, als sein Vater ihm die Möglichkeit bot, nach Paris zu fahren, um die International Exposition zu besuchen. Hier begann er seine Ausbildung als Bildhauer an der Petite École während er auf die Zulassung an die École des Beaux-Arts wartete. An den Nachmittagen arbeitete er als Caméeschneider, um seinen Lebensunterhalt zu verdienen. Im folgenden Jahr wurde im Atelier von François Jouffroy aufgenommen. Für die Immatrikulation war die Aufnahme durch einen Lehrer der École eine notwendige Voraussetzung und Jouffroy war einer der besten Lehrer. Saint-Gaudens’ französisches Studium war nicht nur technischer Art, sondern schloss auch Kurse in Architektur, Geometrie, Geschichte, Anatomie und Perspektive ein. Zweifellos erleichterten ihm seine guten Französischkenntnisse die Akzeptanz an beiden Schulen und bei dem Verständnis des Lehrstoffs. 1870 verließ Saint-Gaudens wegen des herannahenden Deutsch-Französischen Krieges Paris und ließ sich im vergleichsweise sicheren Rom nieder.
In Rom blieb er die nächsten fünf Jahre und studierte die antike Kunst und Architektur. Dort lernte er andere amerikanische Künstler kennen, wie William Wetmore Story, William Henry Rinehart und Harriet Goodhue Hosmer. Er mietete ein Atelier im Palazzo Barberini. Er schnitzte weiterhin Kameen, kopierte für ausländische Auftraggeber Skulpturen und schuf 1872 seine erste lebensgroße Skulptur in Marmor, den Indianerhäuptling Hiawatha, nach einem Gedicht von Henry Wadsworth Longfellow. Saint-Gaudens schwor, dass er „die Welt in Erstaunen setzen würde“ mit seinem anspruchsvollen Frühwerk und in der Tat, er verkaufte die einzigartige Marmorfigur an Edwin D. Morgan, einem ehemaligen Gouverneur von New York. Noch in Rom erhielt er 1874 seinen ersten wichtigen Auftrag für eine Marmorskulptur Silence (Ruhe) für die neue Freimaurer-Loge auf der Twenty-third Street in New York (jetzt in der Tomkins Memorial Chapel of the Masonic Home, Utica, N.Y.).
In Rom lernte er die amerikanische Kunststudentin Augusta Fisher Homer kennen und verliebte sich in sie.

Augustus Saint-Gaudens mit seiner Frau, vor 1907

Nach dem Tod seiner Mutter kehrte Saint-Gaudens 1875 zurück nach New York. Er benötigte Arbeit, um bei seinem zukünftigen Schwiegervater um die Hand der Tochter anhalten zu können. Nach vielen eifrigen Bittschriften und mit der Empfehlung von John Quincy Adams Ward, beauftragte die Farragut Monument Committee of New York den jungen Künstler mit dem Denkmal zu Ehren des ersten Admiral der U.S. Marine, David Farragut. Mit diesem Vertrag in Händen konnte er die Homers überzeugen, dass er in der Lage war, ihre Tochter Augusta zu ernähren. Nur 11 Tage nach Vertragsunterzeichnung heirateten Saint-Gaudens und Augusta Homer 1877 und verließen New York mit dem Ziel Paris. Sie wurden im Freundeskreis Gus und Gussie genannt.

## Der Bildhauer
1878 kamen Saint-Gaudens’ Freunde, die Architekten Stanford White und Charles Follen McKim zu einem Besuch nach Paris. Saint-Gaudens lud White zum Bleiben ein und so begann ihre erste Zusammenarbeit für das Podest und die Umgebung für das Farragut-Denkmal in der französischen Hauptstadt. Diese Freundschaft und Arbeitsbeziehung mit den beiden Architekten hielt ein Leben lang an.
Saint-Gaudens stellte den Gips des Farragut Monument im Pariser Salon von 1880 aus zusammen mit Relief Medallions von seinen Freunden Dr. Henry Shiff und den Künstlern William Gedney Bunce, George W. Maynard, Francis Davis Millet und William Lamb Picknell. Dafür erhielt er eine lobenswerte Erwähnung. Nachdem der Farragut 1880 erfolgreich in Bronze gegossen war von Adolphe Gruet in Paris, reiste Saint-Gaudens mit seiner Frau nach Amerika. Augusta verließ das Schiff in Boston und blieb bei ihren Eltern, wo sie die Geburt ihres ersten Kindes abwartete. Augustus reiste weiter nach New York, um die Aufstellung und Installation des Denkmals zu beaufsichtigen. Nach der Geburt ihres Sohnes Homer im Herbst 1880 reisten Mutter und Kind zu Saint-Gaudens in New York. Mit dem Auftrag aus dem Jahr 1878, ein Denkmal zu Ehren des Bürgerkriegsadmirals David Glasgow Farragut zu gestalten, wurde er berühmt.
Mit der steigenden Zahl von Aufträgen, die er in den 1880er Jahren erhielt, gab es bald mehr Arbeit in seinem Atelier, als er und sein Bruder Louis allein bewältigen konnten. Philip Martiny und Frederick MacMonnies wurden angeheuert, um behilflich zu sein; damit begann Saint-Gaudens’ ebenso einflussreiche Karriere als Lehrer und Mentor, um die nächste Generation von aufstrebenden Künstlern auszubilden.
Nach Erstellung des Farragut-Denkmals erhielt Saint-Gaudens drei weitere Aufträge für Denkmäler aus dem Bürgerkrieg: The Standing Lincoln (1887, Lincoln Park, Chicago), das Robert Gould Shaw Memorial (1897, Boston Common) und das General John Logan Memorial (1897, Michigan Avenue, Chicago).

## Porträt-Reliefs

Relief-Portraits und Büsten

Zu Saint-Gaudens’ überragendsten Leistungen zählen seine Porträt-Reliefs. Das Flachrelief, das als die schwierigste und komplizierteste Art der Plastik gilt, wird oft mit dem „Zeichnen auf Ton“ verglichen. Das Relief als solches beschäftigt sich nicht mit der tatsächlichen Form, sondern mit dem Anschein der Gestalt. Details und Perspektive müssen durch die Licht- und Schattengebung auf den feinen Konturen der Oberfläche vermittelt werden.
Saint-Gaudens nutzte für seine Reliefs eine Vielzahl verschiedener Materialien, wie Bronze, Holz, Marmor und Gips; sie zeigen eine Vitalität und Lebendigkeit, die bei dieser Kunstform sonst kaum zu finden ist.
Seine Werke demonstrieren nicht nur Schönheit der Komposition, sondern auch Feinheit des Ausdrucks und Einsicht in den Charakter des Dargestellten. Der Wandmaler Kenyon Cox nannte Saint-Gaudens „den vollendesten Meister des Reliefs seit dem 15. Jahrhundert“.
Viele berühmte Persönlichkeiten, wie Cornelius Vanderbilt und Samuel Gray Ward, beauftragten Saint-Gaudens mit der Anfertigung von Porträts ihrer Familien und ihrer selbst.
Das Ergebnis war die Entstehung von mehr als 100 Porträt-Reliefs. Dabei reichte die Bandbreite der Werke von Flachreliefs, wie denen von seiner Frau Augusta, dem Nachbarsjungen William E. Beaman, der Bankierskinder Mortimer Leo und Frieda Fanny Schiff und dem des schottischen Autors Robert Louis Stevenson, einem seiner bekanntesten Motive, bis zum extremen Hochrelief von Louise Howland.

## Society of American Artists

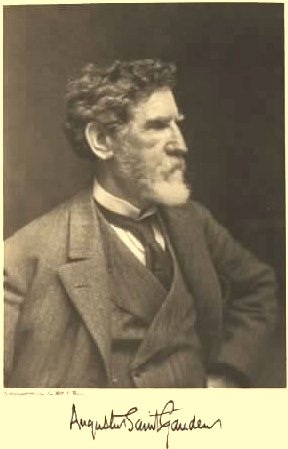
Augustus Saint-Gaudens um 1905

Unglücklich und verärgert darüber, dass die Nationale Akademie eine seiner Skulpturen abgelehnt hatte, gründete Saint-Gaudens im Juni 1877 im Haus des Herausgebers des Century Magazine, Richard Watson Gilder, mit dessen Frau, der Malerin Helena DeKay Gilder, und den Künstlern Walter Shirlaw und Wyatt Eaton die Society of American Artists. In den Folgejahren traten der Gesellschaft R. Swain Gifford, Louis C. Tiffany, Olin Warner, Homer D. Martin Samuel Coleman, John La Farge, Thomas Moran, J. Alden Weir, Thomas Eakins, Eastman Johnson, George Inness, Alexander Helwig Wyant und andere der Organisation bei.
Die Gesellschaft stellte die Arbeit der Künstler aus, die keinem formalen Stil folgten, wie z. B. Albert Pinkham Ryder.
Die Gesellschaft blieb für ca. 20 Jahre aktiv, bevor sie in die National Academy aufging.
1893 gehörte Augustus Saint-Gaudens mit Daniel Chester French, Stanford White und John Quincy Adams Ward zu den Gründungsmitgliedern der National Sculpture Society, die es sich zur Aufgabe machte, das Wissen über eine gute Skulptur zu verbreiten (“spread the knowledge of good sculpture”). Noch heute ist die Gesellschaft (NSS) aktiv und unterstützt die Bildhauerei als eine aktive, lebendige und gemeinnützige Organisation.
Saint-Gaudens’ Bewunderung für die Kunst und Architektur der Renaissance, insbesondere für die Reliefs und Medaillen jener Zeit, hatte eine nachhaltige Wirkung auf seinen künstlerischen Stil, der von einer ganz persönlichen Interpretation des Realismus des 15. Jahrhunderts und des antiken Erbes gekennzeichnet war – eine Synthese, die wiederum die amerikanische Bildhauerkunst im ausgehenden 19. Jahrhundert beeinflussen sollte. 1896 wurde er in die American Academy of Arts and Sciences gewählt. 1905 wurde er als assoziiertes Mitglied in die Académie royale des Sciences, des Lettres et des Beaux-Arts de Belgique aufgenommen.
Er war Mitglied der MacMillan Commission, die 1901 gegründet wurde und Vorschläge für die architektonische und künstlerische Verbesserung sowie zur Erhaltung des alten Kerns der amerikanischen Hauptstadt machen sollte. Dem berühmten Ausschuss gehörten neben Senator James McMillan von Michigan als Vorsitzender und Charles Moore als Sekretär auch Daniel Burnham, Visionär der World’s Columbian Exposition von 1893, aber auch der Landschaftsarchitekt Frederick Law Olmsted, Jr., sowie der Architekt Charles F. McKim, an.
Im Laufe seines Lebens hatte er viele Assistenten angestellt und ausgebildet, von denen einige berühmt wurden, so zum Beispiel James Earle Fraser, Frances Grimes, Henry Hering, Charles Keck, Mary Lawrence, Frederick MacMonnies, Philip Martiny, Helen Mears, Robert Paine(1870–1946), Amerikan. Bildhauer, Alexander Phimister Proctor, Louis Saint-Gaudens, Elsie Ward und Adolph Alexander Weinman.

## Familie

Gips Medaillon von Novy (Louis P. Clark) von Augustus Saint-Gaudens 1892

Mit seiner ersten Frau Augusta Homer hatte Saint-Gaudens einen gemeinsamen Sohn, Homer Schiff Saint-Gaudens, der 1880 geboren wurde. Dieser wurde Schriftsteller und Kunstkritiker. Er war Direktor des Carnegie Institute in Pittsburgh, Pennsylvania und hatte drei Kinder: Augustus II, Harold und Carlota. Homer verstarb 1958.
Einen weiteren Sohn namens Louis (Spitzname: Novy) bekam Saint-Gaudens 1889 geboren gemeinsam mit seiner langjährigen Geliebten und Muse Davida Johnson Clark (1861–1910). Louis Clark besuchte für ein Jahr das MIT in Boston. Danach ging er nach Kalifornien und besuchte die Stanford-Universität, wo er Technik studierte. Später arbeitete er in einem Krankenhaus. Er war verheiratet und hatte drei Söhne und starb 1958. Augusta, Saint-Gaudens’ Ehefrau, stellte sicher, dass Louis ein Legat über 25.000 US$ erhielt.
Als Augusta Saint Gaudens von der außerehelichen Beziehung zu Davida Clark erfuhr, musste diese mit ihrem Sohn nach Darien, Connecticut, ins Exil, wo Augustus sie und den gemeinsamen Sohn Louis Clark heimlich besuchte. Die letzte Arbeit, für die Davida ihm Modell stand, war für das Garfield Monument, das Saint-Gaudens 1895 fertig stellte.
Davidas richtiger Name war Albertina Lundgren und sie war gebürtige Schwedin. Sie stand Saint-Gaudens Modell für die „Amor Caritas“ 1898 und für das Gesicht der „Diana“ 1892. Davida starb am 15. September 1910 an Darmkrebs und wurde in Darien, CT, beerdigt.
In den Erinnerungen (Reminicences) von Augustus Saint-Gaudens hat sein Sohn Homer, der die beiden Bände überarbeit hat, jeglichen Hinweis auf seinen Halbbruder gestrichen.

## Medaillen und Münzen
Er gestaltete Gedenkmedaillen zum hundertjährigen Jubiläum von George Washingtons Amtseinführung 1889, zur World’s Columbian Exposition in Chicago 1893 und 1905 Theodore Roosevelts Special Inaugural Medaille.
Auf Präsident Theodore Roosevelts Wunsch hin entwarf Saint-Gaudens 1904 drei Münzen für das U.S. Münzamt: ein 1-Cent-Stück und die 10- und 20-Dollar-Goldmünzen. Roosevelt und Saint-Gaudens wollten die Schönheit der Hochrelief-Münzen des antiken Griechenlands und Roms wieder aufleben lassen. Mit diesem Auftrag wurde Saint-Gaudens der erste Bildhauer, der eine komplette amerikanische Münze gestalten durfte. Nach anfänglichen Problemen bei der Herstellung der Münzen mit einem derart hohen Relief, wurden die Goldmünzen schließlich einige Monate nach Saint-Gaudens’ Tod 1907 in Umlauf gebracht. Diese St. Gaudens Double Eagle wurden bis 1933 weiter geprägt.
1900 wurde bei Saint-Gaudens Krebs diagnostiziert und er ließ sich in Boston operieren. Trotz schwindender Kräfte fuhr er die nächsten sieben Jahre mit seiner Arbeit fort und schuf in beständiger Folge Reliefs und öffentliche Denkmäler.

## Saint-Gaudens National Historical Park
Der Saint-Gaudens National Historical Park in Cornish, New Hampshire, ist dem Andenken an das Werk des Bildhauers gewidmet.

## Werke (Auswahl)

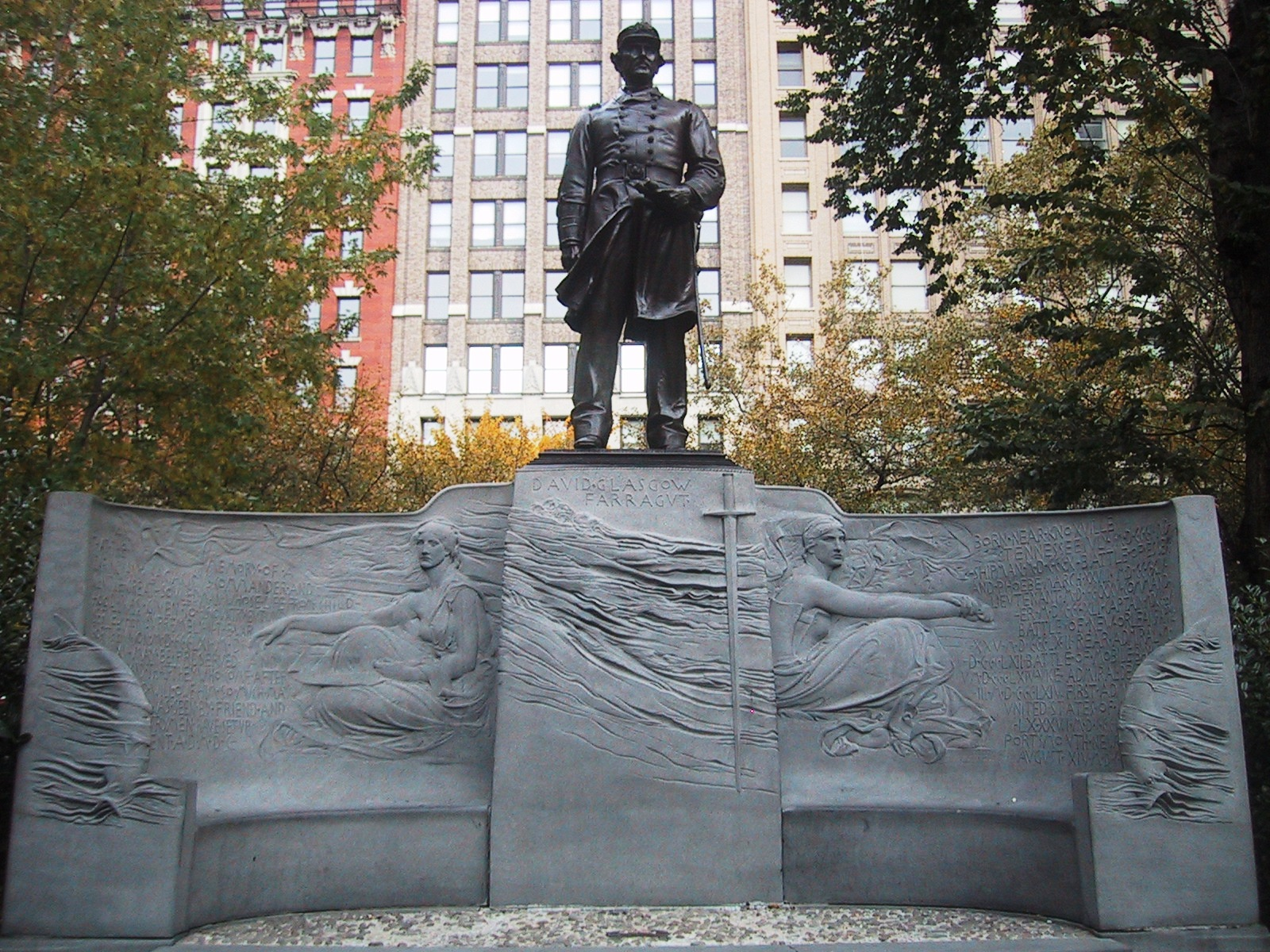
Denkmal zu Ehren des Bürgerkriegsadmirals David Glasgow Farragut in Madison Square, New York City
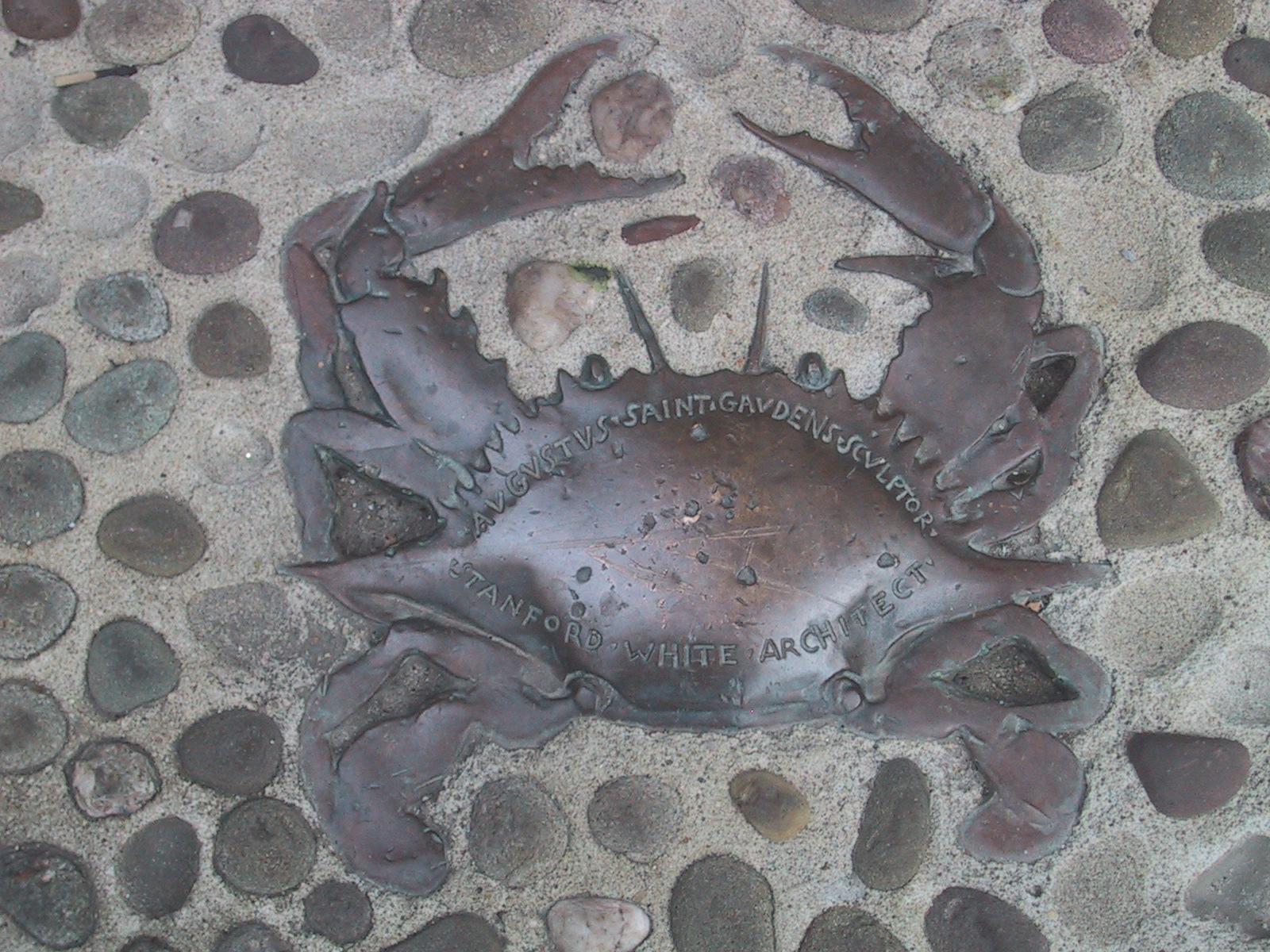
Gedenktafel am Fuß der Skulptur am Madison Square, New York City
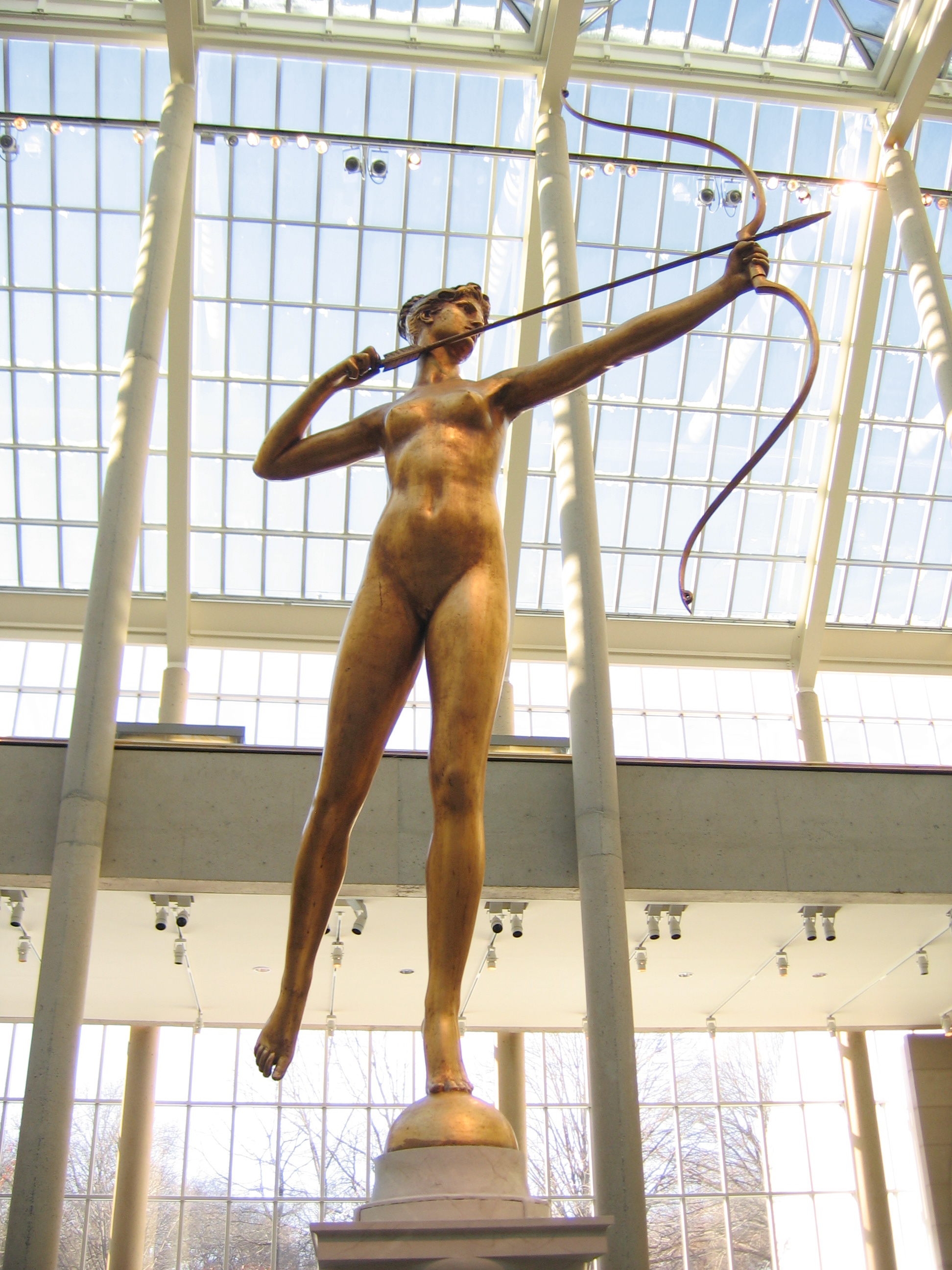
Bronzestatue der Diana im Metropolitan Museum of Art, New York City
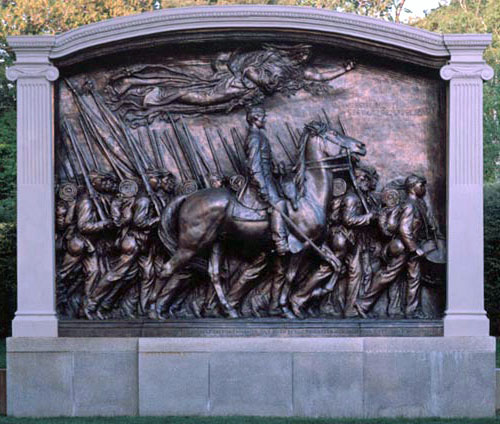
Robert Gould Shaw Memorial
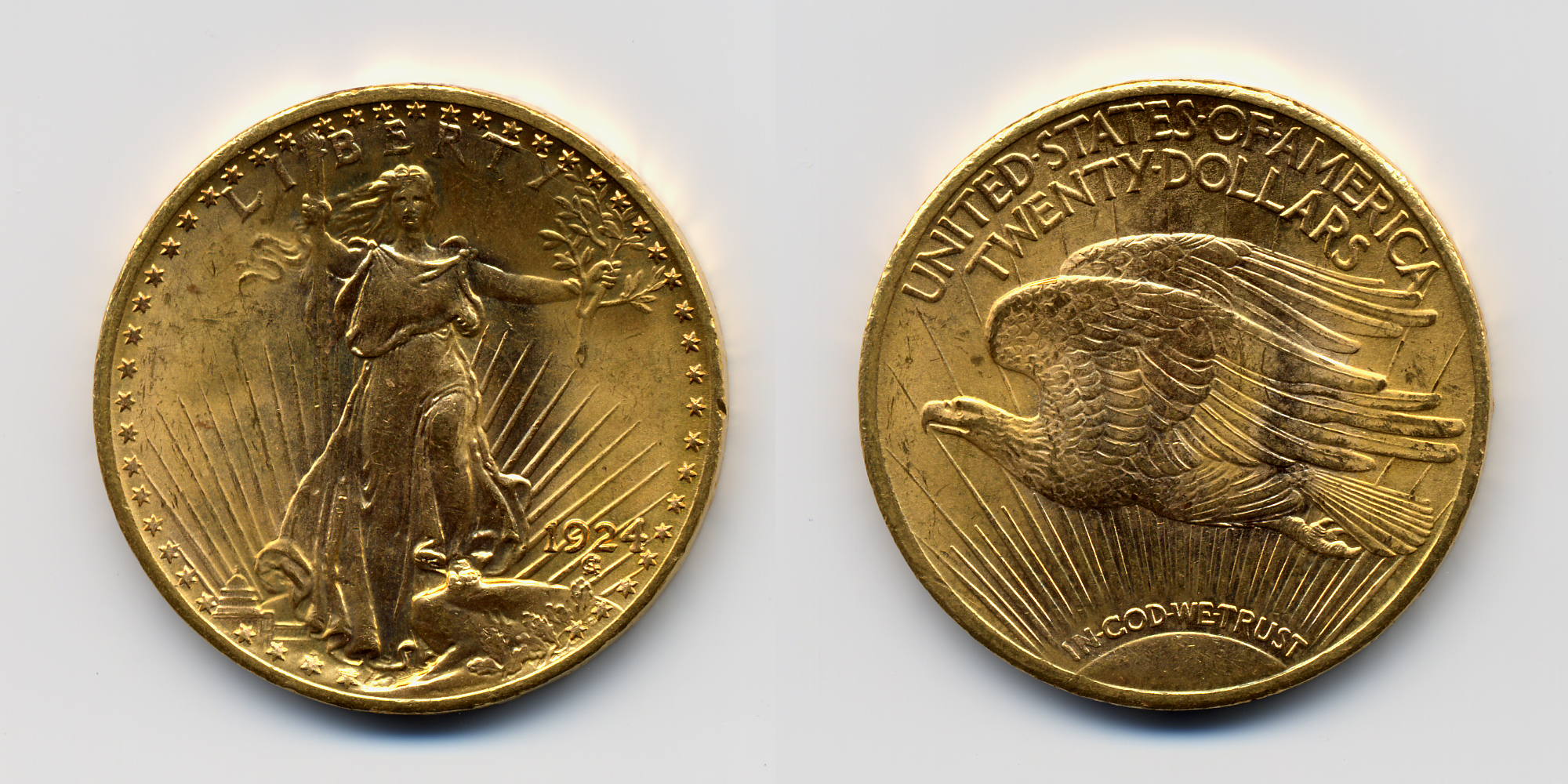
St. Gaudens Double Eagle